# Chastel Blanc
Le Chastel Blanc (baptisé la tour blanche par les habitants de la région) se situe en Syrie entre Tortose et Tripoli dans les montagnes intérieures.
Il a été construit par les Templiers sur des fortifications déjà existantes. Cette tour n’était pas l'unique fortification de la ville syrienne de Safita, mais c’est la seule à avoir résisté durant toute la période - y compris au tremblement de terre de 1202. La ville de Safita est bâtie sur trois collines. La tour a été construite sur la colline qui offre la meilleure vue sur la campagne environnante et particulièrement sur les autres citadelles de la région.

## Histoire
Après s'en être emparés en 1110, les Templiers[Passage contradictoire] agrandirent et consolidèrent le Chastel Blanc pour en faire l'une des places fortes quadrillant le comté de Tripoli.

## Organisation

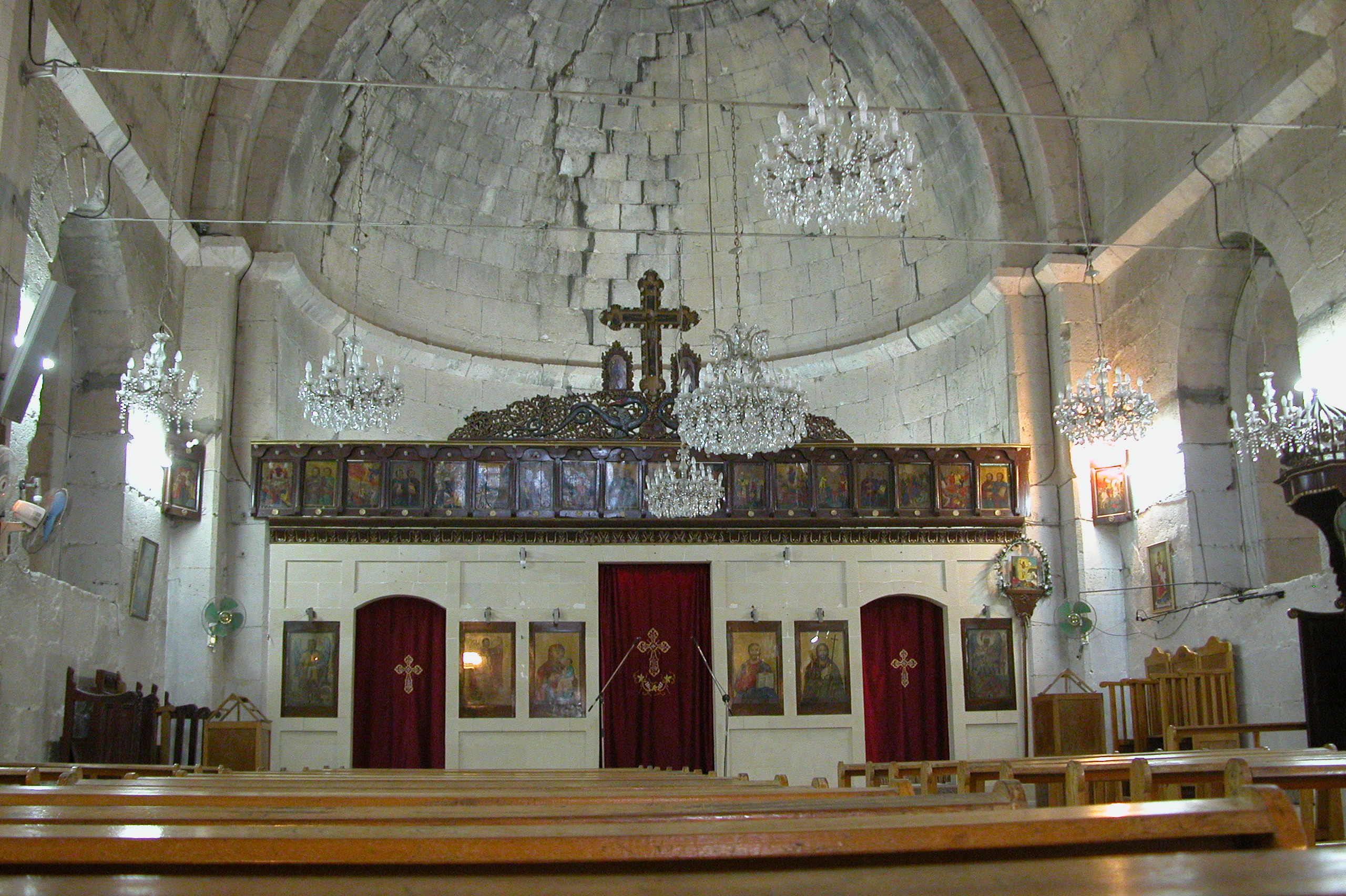
La chapelle.

D’une dimension de 18 sur 31 mètres, le Chastel Blanc culmine à 28 mètres de haut. Les deux étages de la structure ont été bâtis en calcaire et le parterre couvert de grandes plaques de pierre. La chapelle dédiée à saint Michel occupe le rez-de-chaussée, s'élève à dix-sept mètres de hauteur pour trente et un mètres de longueur. Plusieurs petites fenêtres, que les archers utilisaient pour défendre la tour, se trouvent au deuxième étage. Il est possible d'y accéder par une rampe d’escaliers récemment rénovée. Le plafond de Chastel blanc est soutenu par de robustes colonnes. La grande cloche accolée au mur occidental peut être entendue à une distance de cinq kilomètres de Safita. Par une deuxième rampe d’escaliers partant du deuxième étage, on atteint le toit de la tour, d’où l’on voit les montagnes enneigées du Liban, la ville de Tripoli, la Méditerranée et le Krak des Chevaliers.

## État
Des travaux de rénovation ont été entrepris durant le mandat français en Syrie (1920-1946), non sans causer de nombreux désagréments aux villageois vivant alentour.